# Holger Martin
Holger Martin (* 3. Dezember 1942 in Achern; † 5. November 2016 in Karlsruhe) war ein deutscher Hochschullehrer für Verfahrenstechnik.

## Akademische Laufbahn
Sein Diplom legte Holger Martin 1969 ab, 1973 promovierte er und 1980 schloss er seine Habilitation an der Universität Karlsruhe ab, wo er anschließend bis 2008 als Professor am Institut für Thermische Verfahrenstechnik tätig war.

## Wissenschaftliche Tätigkeit
Holger Martin lehrte Trocknungstechnik, Wärmeübertrager, Wärmeübertragung I und II (Mathematische Methoden der Wärmeübertragung) und Transport-Phänomene in Schüttungen und Wirbelschichten an der Fakultät für Chemieingenieurwesen und Verfahrenstechnik der Universität Karlsruhe (TH) 1977 bis 2008.
Weitere Tätigkeitsfelder:
- Vorlesungen über Thermische Verfahrenstechnik für Biotechnologen an der École supérieure de biotechnologie Strasbourg 1990 bis 1996.
- Wissenschaftlicher Leiter (Scientific Director) des International Seminar for Research and Teaching in Chemical Engineering and Physical Chemistry an der Universität Karlsruhe (TH) von 1980 bis 2004.
- Gastwissenschaftler am „Laboratoire des Sciences du Génie Chimique“ (LSGC) der CNRS in Nancy, Frankreich (6 Monate) 1984/1985.
- Gastprofessur am Indian Institute of Technology, Madras, mit zwei Vorlesungen auch am Indian Institute of Science, Bangalore, Indien Februar–März 1989.
- Vorsitzender des Redaktionsausschusses des VDI-Wärmeatlas von 1997 bis 2006.
- Vorsitzender des VDI-GVC-Fachausschusses Wärme- und Stoffübertragung 2000 bis 2006.
- Mitarbeiter und Workshop-Editor bei The Omnificent English Dictionary in Limerick Form[2] unter dem Pseudonym PGS[3]. Erster Beitrag im Februar 2005. Letzter Beitrag am 16. Juli 2016.
- Mitarbeiter bei Baumkunde.de[4] unter dem Pseudonym PGS. Erster Beitrag am 16. November 2012. 3436 Beiträge. Letzter Beitrag im September 2016.

## Auszeichnungen
- Arnold-Eucken-Preis, Straßburg, 1980, vom VDI-GVC.
- Französisch-deutscher Alexander-von-Humboldt-Preis (ab 1997 Gay-Lussac-Humboldt-Preis genannt), Paris, 1984.

## Schriften
- Wärmeübertrager. Georg Thieme Verlag, Stuttgart, New York, 1988.
- Heat Exchangers. Hemisphere Publ. Co. Washington DC, 1992.
- Holger Martin mit E. U. Schlünder: Einführung in die Wärmeübertragung. 8., neu bearbeitete Auflage. Vieweg Verlag, Braunschweig, Wiesbaden, 1995.
- Veröffentlichungen in Fachzeitschriften wie zum Beispiel Archive of Applied Mechanics, Chemical Engineering & Processing, Chemical Engineering Science, Chemical Engineering & Technology, Chemie-Ingenieur-Technik, Heat Transfer Engineering, International Journal of Heat & Mass Transfer usw.
- Buchbeiträge in VDI-Wärmeatlas (1974 to 2012), in Advances in Heat Transfer 13 (1977), VDI-Heat Atlas (1992, 2010), Heat Exchanger Design Handbook (HEDH), 3.2 Wärmeübertragung in Fluid-Verfahrenstechnik, Ralf Goedecke, Editor, Wiley-VCH, 2006, Grün in Karlsruhe, Besondere Bäume und Sträucher, BüGa e. V. Hrsg. Info-Verlag, 2015.

Eine vollständige Liste von über 240 Veröffentlichungen findet sich unter Google Scholar.

## Tod
Am 5. November 2016 starb Holger Martin mit 73 Jahren in Karlsruhe.